# Meurtre de Wayan Mirna Salihin
 (octobre 2023).
Le 6 janvier 2016, Wayan Mirna Salihin décède à l'hôpital après avoir bu un café glacé vietnamien à l'Olivier Café dans le centre commercial Grand Indonesia à Jakarta. La police établit qu'un empoisonnement au cyanure est probablement à l'origine de son décès. Jessica Kumala Wongso est accusée du meurtre. Reconnue coupable, elle est condamnée à 20 ans de prison. Elle fait appel de ce jugement, sans succès, auprès de la Haute Cour,.
En 2016, l'affaire de meurtre défraie la chronique en Indonésie, les médias indonésiens couvrant largement l’affaire. Le jugement est diffusé à la télévision nationale et regardé par des millions d'Indonésiens.

## Biographie
Née en 1988, Wayan Mirna Salihin est la fille de Ni Ketut Sianti et d'Edi Darmawan Salihin, un homme d'affaires,. Elle venait d'épouser Arief Soemarko quelques semaines seulement avant son décès.

## Enquête sur le meurtre
Le 6 janvier 2016, à 15 h 32, Jessica Kumala Wongso, 27 ans, arrive au centre commercial Grand Indonesia à Jakarta afin de retrouver des amis à 17 heures, parmi lesquels Wayan Mirna Salihin. Après avoir réservé au Café Olivier et fait quelques achats, Jessica Kumala Wongso retourne au café à 16h14, où elle commande des boissons, dont le café glacé vietnamien qui aurait tué Salihin. Jessica Kumala Wongso attend l'arrivée de Wayan Mirna Salihin à 17 h 16 et, pendant ce temps, les boissons et les sacs de courses que Jessica Kumala Wongso a posés sur la table sont hors de portée des caméras de surveillance. Peu après son arrivée, Wayan Mirna Salihin boit une gorgée de café et commence à présenter des symptômes semblables à ceux d'une crise d'épilepsie. Une ambulance est appelée au café et Wayan Mirna Salihin est transportée d'urgence à l'hôpital Abdi Waluyo à Menteng, au centre de Jakarta, où elle décède à 18 heures.
D'après l'autopsie pratiquée à l'hôpital de police de Kramat Jati le 10 janvier, des traces de saignement ont été retrouvées dans l'estomac de Wayan Mirna Salihin. La police affirme que du cyanure a été trouvé dans le café que Wayan Mirna Salihina a bu et dans son estomac, mais des échantillons prélevés 70 minutes après sa mort n'ont montré aucune trace de cyanure.
Le 30 janvier 2016, Jessica Kumala Wongso, ancienne résidente permanente en Australie, est accusée du meurtre prémédité de Wayan Mirna Salihin et placée en garde à vue dans l'attente de son procès. La police fédérale australienne remet aux autorités indonésiennes des dossiers confidentiels concernant l'état psychologique de Jessica Kumala Wongso, notamment une ordonnance restrictive émise par un ex-petit ami à son encontre. L'avocat de Wongso, Yudi Wibowo, nie l'implication de sa cliente dans la mort de Salihin.

## Procès, verdict et appel
Le procès débute le 15 juin, un mois après que Jessica Kumala Wongso a été désignée comme suspecte. Il dure près de 5 mois (135 jours). Retransmis en direct, il se transforme en spectacle national. Le 27 octobre 2016, Jessica Kumala Wongso est reconnue coupable du meurtre de Wayan Mirna Salihin pour avoir mis du cyanure dans son café. Elle écope d'une peine de 20 ans de prison.
Le Jakarta Post affirme que « Conformément à l'acte d'accusation, les juges ont conclu que Jessica a assassiné Wayan Mirna Salihin pour se venger d'avoir dit plusieurs fois à Jessica de rompre avec son ex-petit ami australien, Patrick O'Connor ».
La longue procédure d'appel est d'abord rejetée par la Haute Cour de Jakarta, puis par la Cour suprême présidée par les juges Artidjo Alkostar, Salman Luthan et Sumardiyatmo, qui refusent à leur tour le pourvoi en cassation de Jessica Kumala Wongso. « [Nous] rejetons le pourvoi en cassation », a affirmé le porte-parole de la Cour suprême, Suhadi, cité par tribunnews.com le mercredi.

## Film documentaire
Le documentaire Netflix, Ice Cold: Murder, Coffee and Jessica Wongso, sort officiellement le jeudi 28 septembre 2023. Le film met l'accent sur l'une des affaires juridiques les plus médiatisées d'Indonésie, le meurtre de Wayan Mirna Salihin par l'accusée Jessica Wongso, qui purge actuellement une peine de prison.
Le documentaire présente des interviews en direct et exclusives avec Jessica ainsi qu'avec plusieurs autres personnes interrogées, notamment le père et la sœur jumelle de Wayan Mirna Salihin, l'avocat de Jessica et les journalistes qui ont étudié l'affaire. Le documentaire est produit par Beach House Pictures, l'une des plus grandes maisons de production indépendantes d'Asie.